# Lago Gull (Alberta)
O lago Gull é um lago localizado na província de Alberta no Canadá, localizado na parte central da província, a oeste da cidade de Lacombe, entre as cidades de Edmonton e Calgary. 
Este lago tem a dimensão médias dos lagos no Canadá, apresentando uma área total é de 80,6 km². O lago é amplamente conhecido e estabelece uma conexão conveniente para as principais cidades da província de Alberta. Devido boa água potável e praias arenosas é um popular destino de férias.

## Geografia
A precipitação média anual é de 471 milímetros e a evaporação é de 640 mm por ano. O lago está situado na bacia de drenagem do rio Red Deer, embora apresenta períodos mais ou menos longos em que não flui. 
Este lago atingiu um nível máximo de águas em 1924 (901.45 metros), data após a qual o nível de água do lago tem vindo a descair cerca de 6 centímetros por ano. Para remediar a situação, em 1977 foi necessário bombear água para dentro do lago a partir do Rio Blindmen por vias de tubagens e canais. A permuta de água não é constante, mas só quando o espelho do lago cai abaixo de um certo nível. Em média, a cada ano é bombeado 0,011 km³ de água ou 2% do seu volume.

## História
Os primeiros colonos vieram para o lago em 1895, sendo que alguns dos quais vieram dos Estados Unidos. Por 1902, a maior parte da terra em redor do lago foi preparada para a agricultura, mas depois começou a desenvolver-se uma indústria de serração. 
O primeiro navio neste lago apareceu em 1898, e foi usado para transportar madeira e tráfego de passageiros no litoral norte. Actualmente, o mais importante são as oportunidades de lazer que o lago proporciona. É local de frequentes acampamentos de verão e tem vários parques de campismo para os turistas. Há pequenos portos para barco com remo e motor, embora a velocidade seja limitada aos 12 km/h. 
É também possível praticar windsurf e mergulho nas águas do lago. A costa mais utilizada pelas actividades humanas é a costa sul e a sul-oriental.

## Flora e fauna
Na bacia do rio cresce uma floresta mista, sendo as principais espécies de árvores o álamo, o álamo-bálsamo e o abeto-branco. 
Nas águas do lago encontram-se peixes do género Coregonus, entre outras espécies piscícolas. 